# Le bellissime gambe di Sabrina
Le bellissime gambe di Sabrina è un film del 1958 diretto da Camillo Mastrocinque.

## Trama
Una banda di ladri riesce a derubare una gioielleria, unico indizio per rintracciarli è un segno particolare sulla gamba di una ladra.
Nel frattempo un fotografo vuole partecipare ad un concorso indetto da una ditta che produce calze da donna e fotografa di nascosto un sacco di ragazze, tra queste anche una modella che si rivelerà poi essere proprio la ladra ricercata dalla polizia.